# فرانسوا برون
فرانسوا برون (بالفرنسية: François Brune)‏ هو كاتب فرنسي، ولد في سبتمبر 1940.